# ياري اوسترفيك
ياري اوسترفيك (بالهولندية: Jari Oosterwijk)‏ (3 مارس 1995 في هولندا - ) هو لاعب كرة قدم هولندي في مركز الهجوم. لعب مع تفينتي أنشخيدة وJong FC Twente ‏.

## روابط خارجية
- ياري اوسترفيك على موقع قاعدة بيانات كرة القدم.إي يو (الإنجليزية)
- ياري اوسترفيك على موقع Soccerway.com (الإنجليزية)
- ياري اوسترفيك على موقع عالم كرة القدم.نت (الإنجليزية)